# Journey South

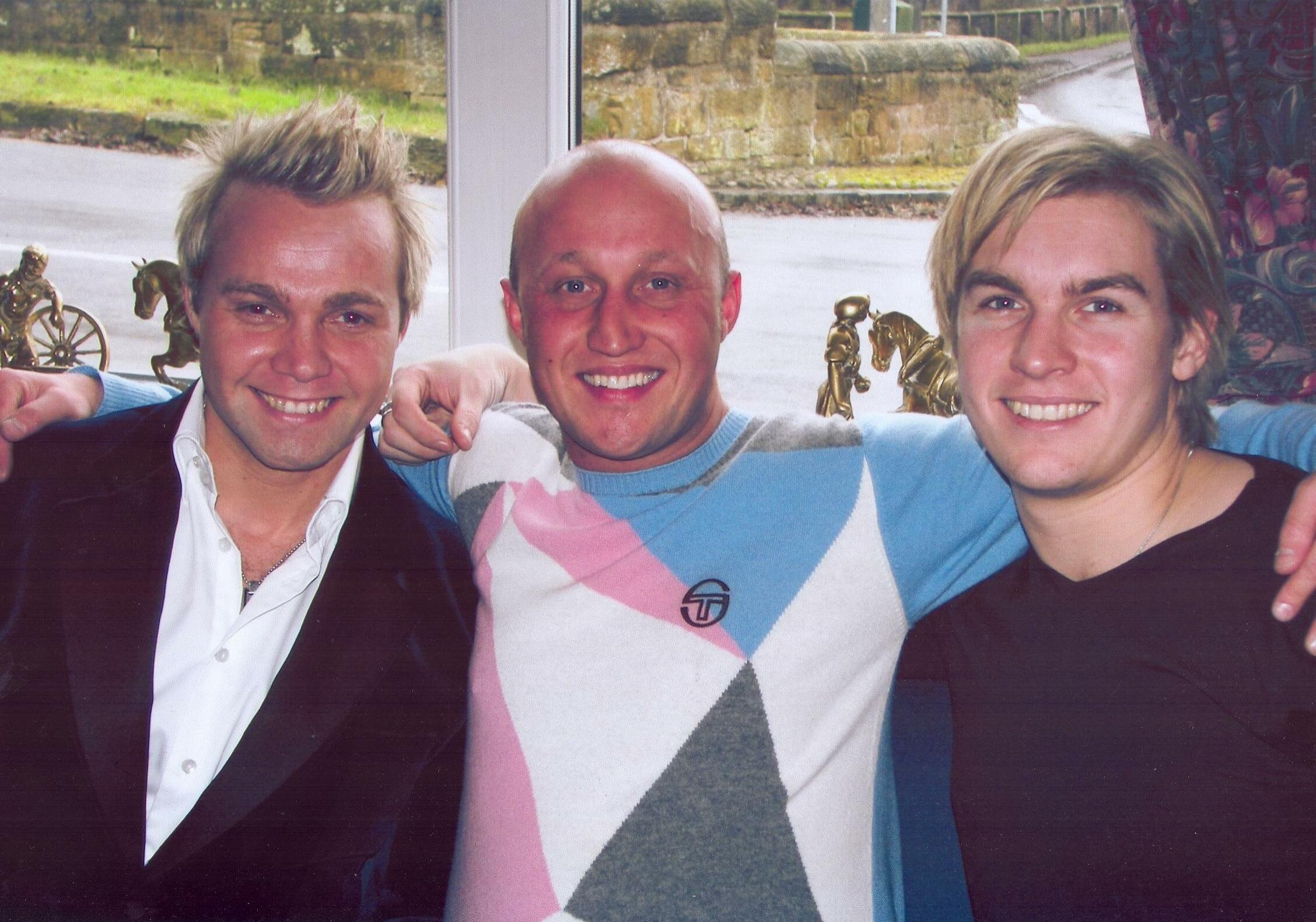
Journey South (in der Mitte ein Fan)

Journey South ist eine zweiköpfige Pop-Rock-Band aus Großbritannien. 

## Geschichte
Sie wurde von den beiden Brüdern Carl und Andy Pemberton in Middlesbrough gegründet. Ihren Durchbruch schafften die beiden im Herbst 2005 mit dem dritten Platz in der Talentshow The X Factor, die von dem britischen Sender ITV produziert wurde.
Die beiden Musiker hatten vor ihrer Teilnahme an dem Wettbewerb bereits acht Jahre lang erfolglos in lokalen Pubs und Clubs gespielt. Nach dem Fernseherfolg wurden ihnen von fünf Labels Plattenverträge angeboten. Journey South unterzeichneten schließlich bei Sony BMG.
Im März 2006 erschien das Debütalbum der Band, das auf Anhieb die Spitze der britischen Charts erreichte.
Im Februar 2009 gab das Duo bekannt, an seinem dritten Studioalbum zu arbeiten.

## Diskografie

### Alben
- 2006: Journey South
- 2007: Home

### Singles
- 2006: The Circle / Desperado
- 2007: What I Love about Home
- 2008: Reconcile Our Love

## Auszeichnungen für Musikverkäufe
| Goldene Schallplatte - Irland - 2006: für das Album Journey South |

Anmerkung: Auszeichnungen in Ländern aus den Charttabellen bzw. Chartboxen sind in ebendiesen zu finden.
| Land/RegionAuszeichnungen für Musikverkäufe (Land/Region, Auszeichnungen, Verkäufe, Quellen) | Gold  | Platin  | Verkäufe | Quellen        |
| -------------------------------------------------------------------------------------------- | ----- | ------- | -------- | -------------- |
| Irland (IRMA)                                                                                | Gold1 | —       | 7.500    | irishcharts.ie |
| Vereinigtes Königreich (BPI)                                                                 | —     | Platin1 | 300.000  | bpi.co.uk      |
| Insgesamt                                                                                    | Gold1 | Platin1 |          |                |